# Leichtathletik-Europameisterschaften 1958/Speerwurf der Frauen

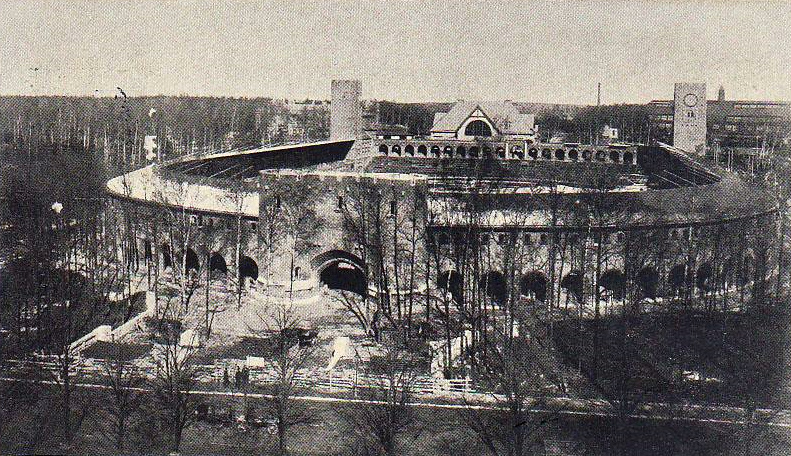
Ansichtskarte des Stockholmer Olympiastadions aus dem Jahr 1912

Der Speerwurf der Frauen bei den Leichtathletik-Europameisterschaften 1958 wurde am 19. August 1958 im Stockholmer Olympiastadion ausgetragen.
Europameisterin wurde die tschechoslowakische Olympiasiegerin von 1952 und Titelverteidigerin Dana Zátopková, die im Finale ihren eigenen Europarekord verbesserte. Sie gewann vor Birutė Zalogaitytė, spätere Birutė Kalėdienė, aus der UdSSR. Die deutsche Werferin Jutta Neumann gewann die Bronzemedaille.

## Rekorde

### Bestehende Rekorde
| Weltrekord   | 57,40 m | Anna Pazera    | Cardiff, Großbritannien                   | 24. Juli 1958   |
| Europarekord | 55,73 m | Dana Zátopková | Prag, Tschechoslowakei (heute Tschechien) | 1. Juni 1958    |
| EM-Rekord    | 52,91 m | Dana Zátopková | EM in Bern, Schweiz                       | 25. August 1954 |

### Rekordverbesserung
Die tschechoslowakische Europameisterin Dana Zátopková verbesserte ihren eigenen Meisterschaftsrekord im Finale am 19. August um 3,11 m auf 56,02 m. Damit steigerte sie gleichzeitig ihren Europarekord, den sie am 1. Juni des EM-Jahres aufgestellt hatte, um 29 Zentimeter. Vom Weltrekord war diese Weite nur 1,38 m entfernt.

## Qualifikation
19. August 1958, 15.00 Uhr
Die sechzehn Teilnehmerinnen traten zu einer gemeinsamen Qualifikationsrunde an. Die Qualifikationsweite für den direkten Finaleinzug betrug 43,00 m. Vierzehn Athletinnen übertrafen diese Marke (hellblau unterlegt) und traten am Abend desselben Tages zum Finale an. Nur zwei Werferinnen schieden aus – eine in dieser Form wohl überflüssige Qualifikation.
| Platz | Name               | Nation           | Weite (m) |
| ----- | ------------------ | ---------------- | --------- |
| 1     | Almut Brömmel      | Deutschland      | 49,96     |
| 2     | Ingrid Almqvist    | Schweden         | 49,49     |
| 3     | Dana Zátopková     | Tschechoslowakei | 49,29     |
| 4     | Birutė Zalogaitytė | Sowjetunion      | 49,14     |
| 5     | Urszula Figwer     | Polen            | 47,55     |
| 6     | Jutta Neumann      | Deutschland      | 47,02     |
| 7     | Eleonora Bogun     | Sowjetunion      | 46,95     |
| 8     | Liselotte Kipp     | Deutschland      | 46,85     |
| 9     | Maria Grabowska    | Polen            | 46,68     |
| 10    | Irena Starzyńska   | Polen            | 45,11     |
| 11    | Tamara Zwetkowa    | Sowjetunion      | 44,35     |
| 12    | Averil Williams    | Großbritannien   | 43,96     |
| 13    | Maria Diţi         | Rumänien         | 43,86     |
| 14    | Cmiljka Kalušević  | Jugoslawien      | 43,10     |
| 15    | Lise Kock          | Dänemark         | 41,60     |
| 16    | Unn Thorvaldsen    | Norwegen         | 39,28     |

## Finale

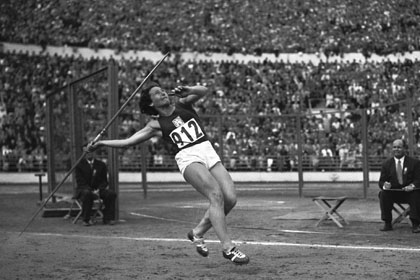
Dana Zátopková, Olympiasiegerin von 1952, verteidigte ihren Titel mit deutlicher Überlegenheit und stellte dabei einen neuen Europarekord auf
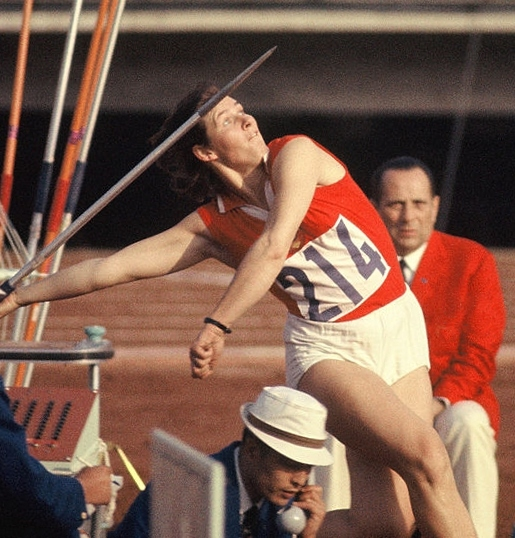
Vizeeuropameisterin Birutė Zalogaitytė – nach ihrer Heirat später sehr erfolgreich als Birutė Kalėdienė
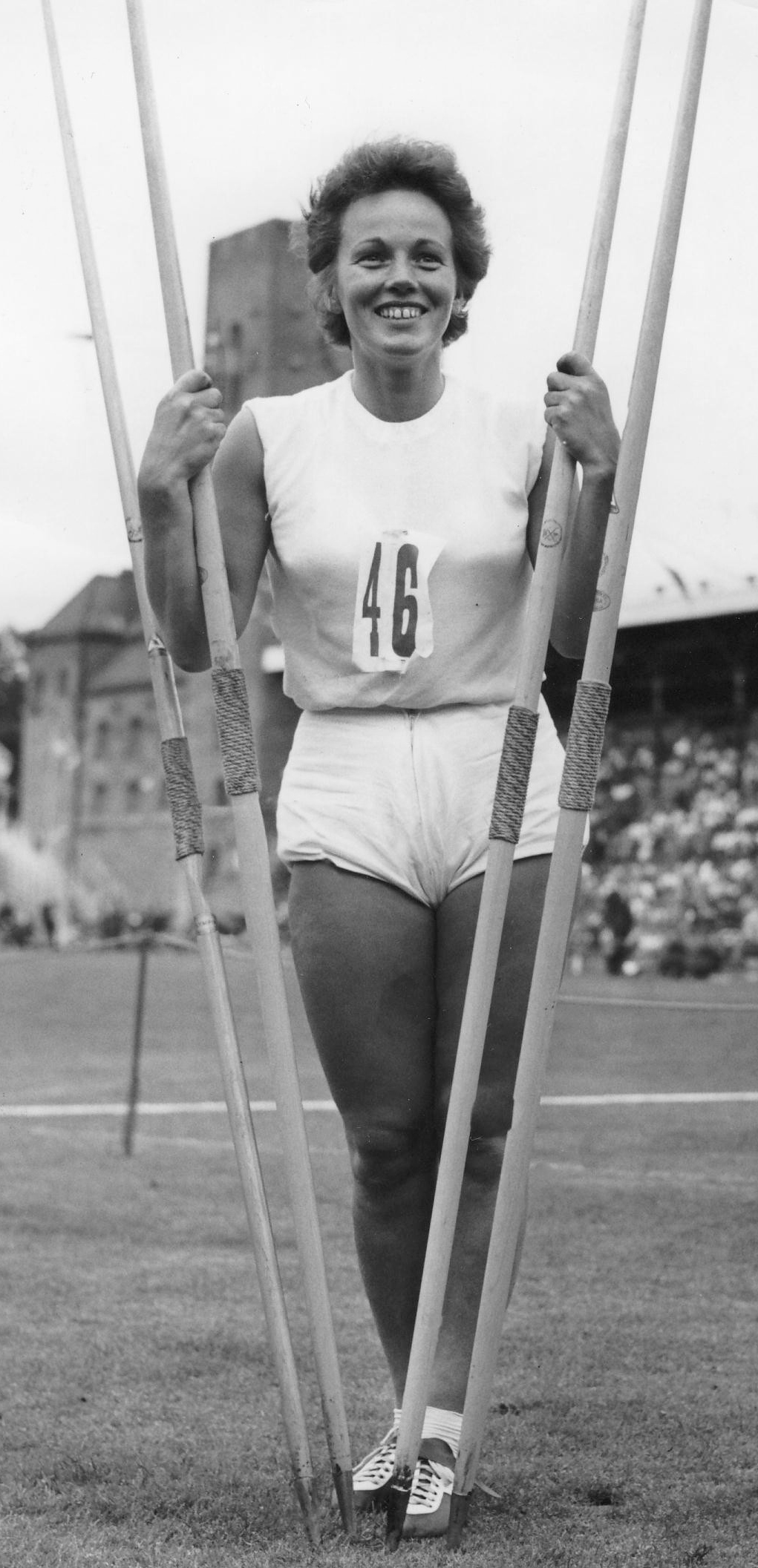
Ingrid Almqvist, bei den Europameisterschaften 1950 Achte, 1954 Zehnte und nun auf Platz neun

19. August 1958, 17.30 Uhr
| Platz | Name               | Nation           | Weite (m) |
| ----- | ------------------ | ---------------- | --------- |
| 1     | Dana Zátopková     | Tschechoslowakei | 56,02 ER  |
| 2     | Birutė Zalogaitytė | Sowjetunion      | 51,30     |
| 3     | Jutta Neumann      | Deutschland      | 50,50     |
| 4     | Eleonora Bogun     | Sowjetunion      | 49,88     |
| 5     | Maria Grabowska    | Polen            | 49,77     |
| 6     | Urszula Figwer     | Polen            | 49,48     |
| 7     | Maria Diţi         | Rumänien         | 49,03     |
| 8     | Almut Brömmel      | Deutschland      | 48,85     |
| 9     | Ingrid Almqvist    | Schweden         | 46,90     |
| 10    | Liselotte Kipp     | Deutschland      | 46,89     |
| 11    | Tamara Zwetkowa    | Sowjetunion      | 45,62     |
| 12    | Cmiljka Kalušević  | Jugoslawien      | 45,42     |
| 13    | Irena Starzyńska   | Polen            | 45,10     |
| 14    | Averil Williams    | Großbritannien   | 44,04     |